# اچ‌ام‌اس هبه (جی۲۴)
اچ‌ام‌اس هبه (جی۲۴) (به انگلیسی: HMS Hebe (J24)) یک کشتی بود. این کشتی در سال ۱۹۳۶ ساخته شد.